# Hiei (góra)
Hiei (jap. 比叡山 Hiei-zan) – góra o wysokości 848 m w Japonii, wznosząca się nad zachodnim brzegiem jeziora Biwa; zbocza góry rozciągają się na teren zachodniej części miasta Ōtsu w prefekturze Shiga i północno-wschodniej części miasta Kioto w prefekturze Kioto.
Na szczycie znajduje się kompleks klasztorny Enryaku-ji, założony w 788 roku, jeden z głównych ośrodków religijnych buddyjskiej sekty tendai.
Na szczyt góry można się dostać autobusem lub liniami kolei linowo-terenowej i linowej.
Po wyjściu z kolejki linowej można zwiedzić Garden Museum Hiei, zainspirowane francuskim malarstwem impresjonistycznym. To muzeum sztuki ogrodowej, podzielone na sześć części, z klimatem wzgórz Prowansji zajmuje powierzchnię 1,7 ha i można tam zobaczyć krajobrazy stworzone np. na podstawie Liliowego stawu Claude’a Moneta. 

## Galeria

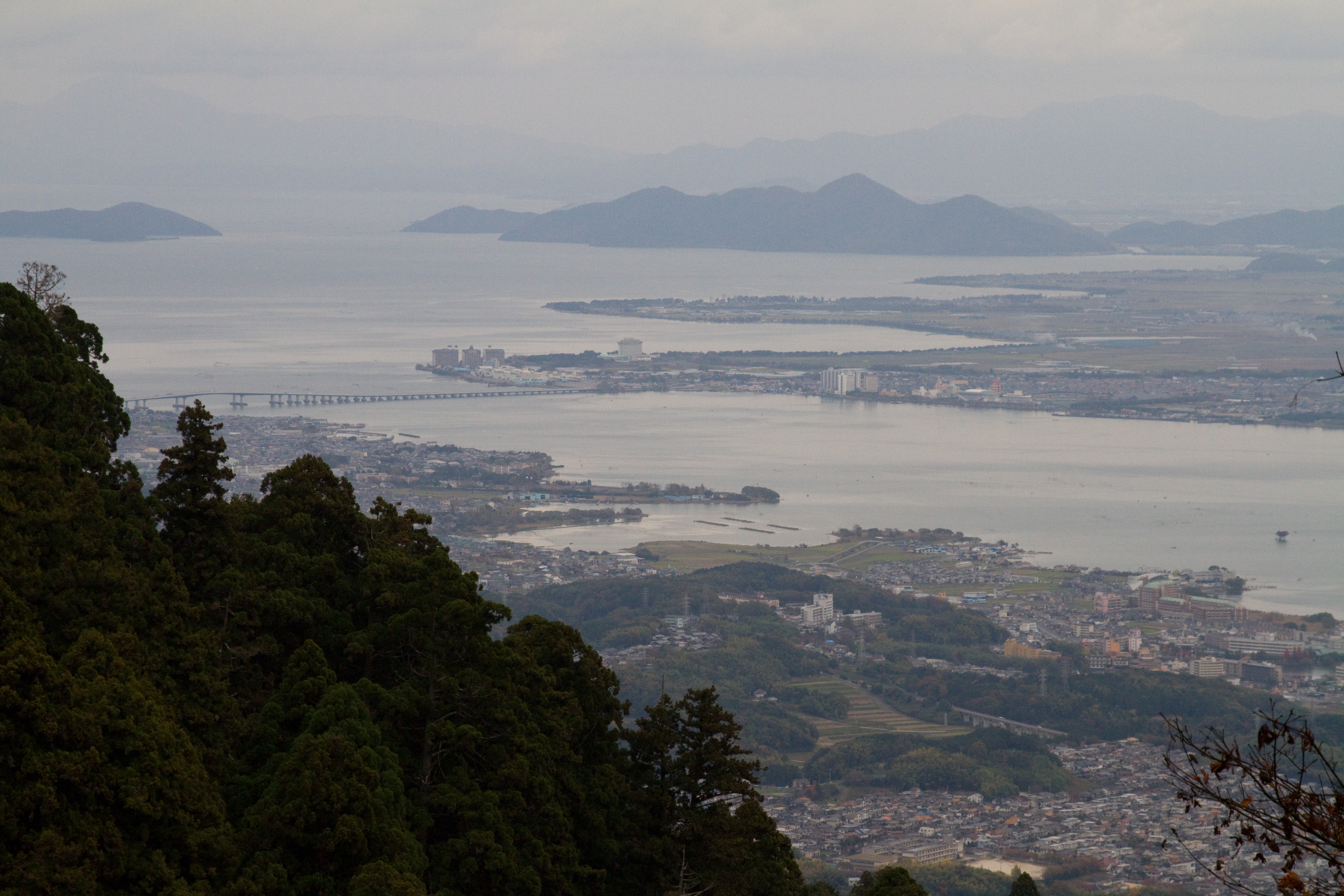
Góra Hiei widziana poprzez jezioro Biwa
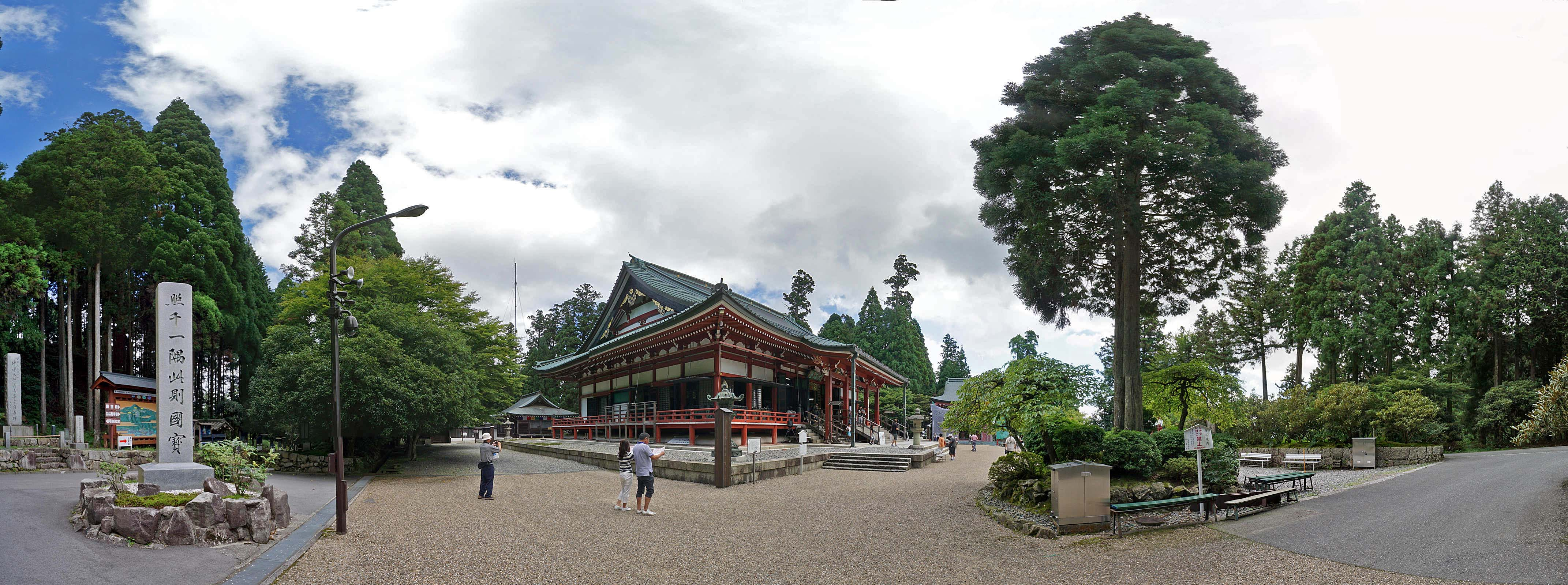
Świątynia Hiei-zan Enryaku-ji
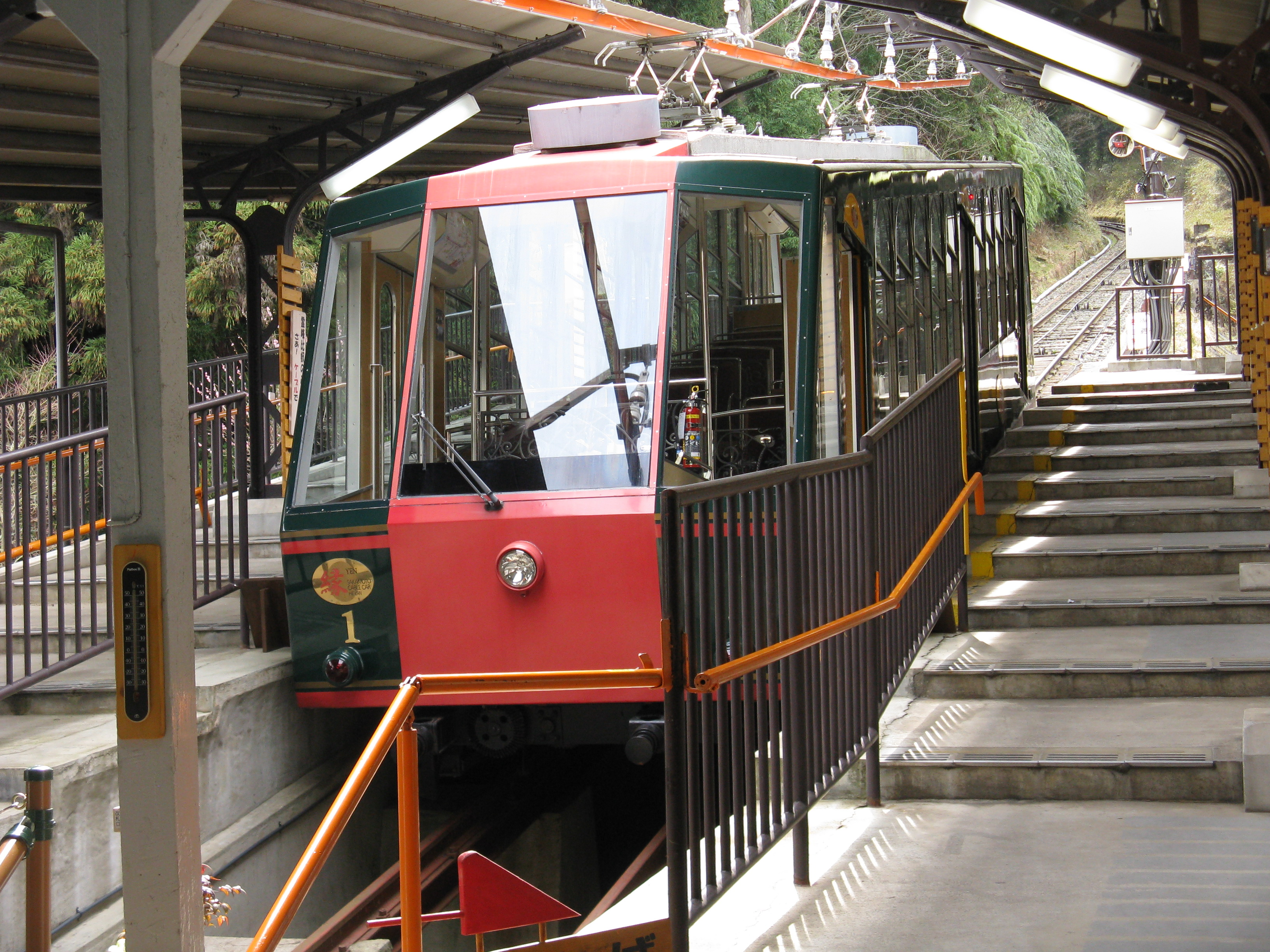
Kolejka na Hiei-zan
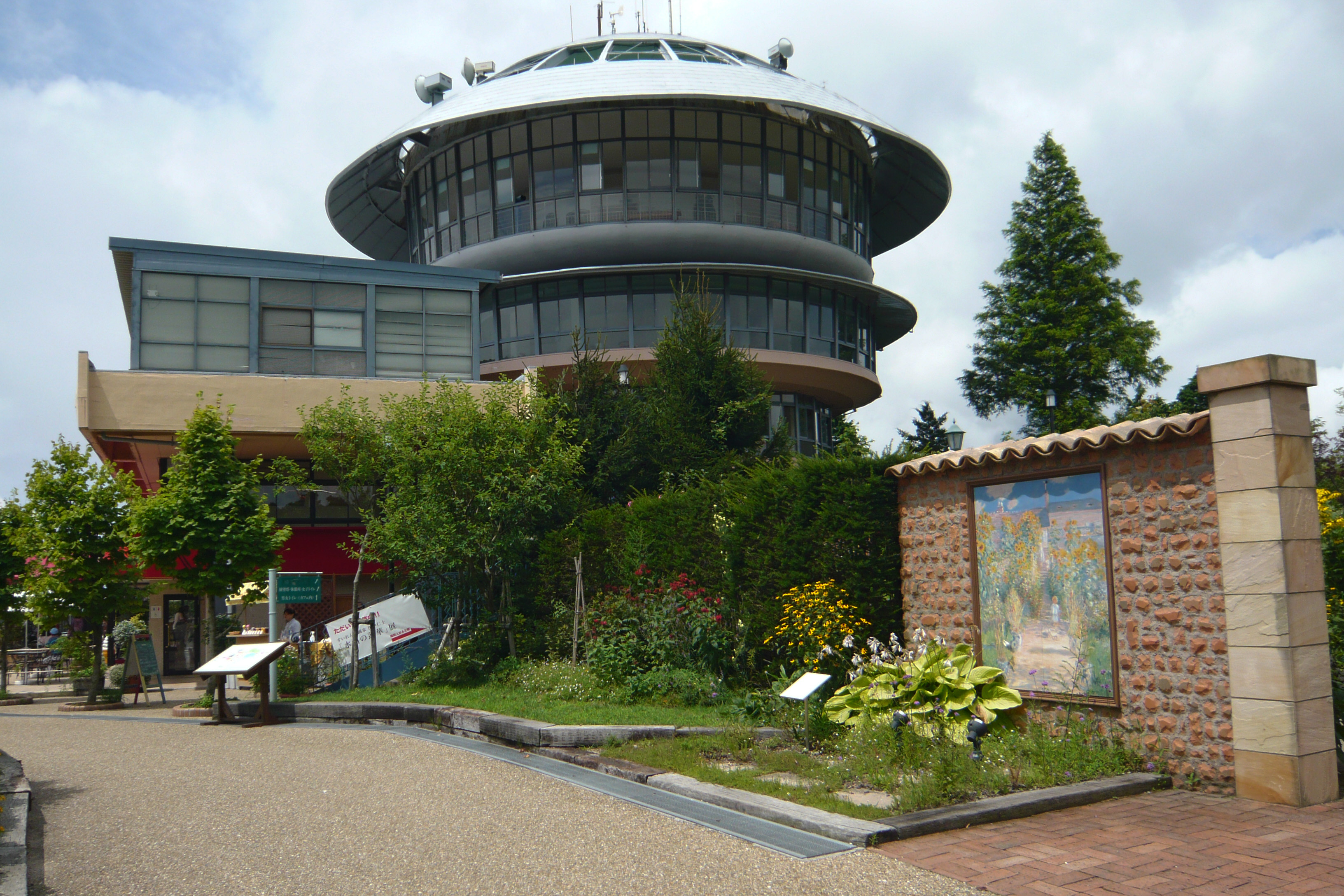
Garden Museum Hiei